# تیبو گیرسه
تیبو گیرسه (انگلیسی: Thibault Giresse؛ زادهٔ ۲۵ مهٔ ۱۹۸۱) بازیکن فوتبال اهل فرانسه است که در پست هافبک بازی می‌کند.
از باشگاه‌هایی که در آن بازی کرده‌است می‌توان به باشگاه فوتبال گنگام، باشگاه فوتبال لو آور، باشگاه ورزشی آمیان، و باشگاه فوتبال تولوز اشاره کرد.